# 尤拉克奧爾霍山 (安塔班巴區)
14°30′09″S 72°43′31″W / 14.50250°S 72.72528°W
尤拉克奧爾霍山（Yuraq Urqu），是秘魯的山峰，位於該國南部阿普里馬克大區，由安塔班巴省的安塔班巴區負責管轄，屬於萬索山脈的一部分，海拔高度4,800米。